# Nathan Cutler
Nathaniel "Nathan" Cutler, född 29 maj 1775 i Lexington, Massachusetts, död 8 juni 1861 i Warren, Massachusetts, var en amerikansk demokratisk politiker. Han var Maines guvernör 1829–1830.
Cutler utexaminerades 1798 från Dartmouth College, studerade sedan juridik och inledde 1801 sin karriär som advokat. År 1828 tillträdde Cutler som ledamot av Maines senat. I egenskap av talman fick han inneha guvernörsämbetet i Maine mellan oktober 1829 och januari 1830 efter att guvernör Enoch Lincoln hade avlidit i ämbetet. Joshua Hall tillträdde sedan som talman i delstatens senat och fick även kort inneha guvernörsämbetet. Valet av Hall som Cutlers efterträdare i egenskap av talman i Maines senat krävde 49 omröstningar. År 1844 satt Cutler sedan som ledamot av Maines representanthus.